# Pulvimetalurgia

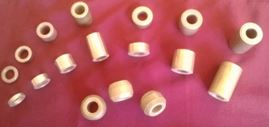
Pulvimetalurgia

La pulvimetalurgia o metalurgia de polvos es un proceso de fabricación de objetos metálicos que, partiendo de polvos finos y tras su compactación para darles una forma determinada, se calientan en una atmósfera controlada para la obtención de la pieza.
Este proceso es adecuado para la fabricación de grandes series de piezas pequeñas de gran precisión, para materiales o mezclas poco comunes y para controlar el grado de porosidad o permeabilidad.
Algunos productos típicos son rodamientos, árboles de levas, herramientas de corte, segmentos de pistones, guías de válvulas, filtros, etc.

## Fases del proceso

### Obtención de los polvos
Generalmente se realiza de metales puros, principalmente hierro, cobre, estaño, aluminio, níquel y titanio, aleaciones como latones, bronces, aceros y aceros inoxidables o polvos pre-aleados. Procesos típicos son:
- Atomización en estado líquido: El metal fundido se vierte a través de un embudo refractario en una cámara de atomización, haciéndole pasar a través de chorros de agua pulverizada.

- Atomización con electrodo fundible (electrólisis): Se colocan barras o láminas como ánodos en un tanque que contiene un electrolito. Se aplica corriente y tras 48 horas se obtiene en los cátodos un depósito de polvo de aproximadamente 2mm. Se retiran los cátodos y se rascan los polvos electrolíticos.

- Reducción de óxidos metálicos: Se reducen los óxidos metálicos a polvos metálicos poniéndolos en contacto con el gas reductor a una temperatura inferior a la de fusión.

- Pulverización mecánica: Útil en metales frágiles. Se muele el metal o se lima y se lleva a través de un gas, separándose el metal del gas en una corriente turbulenta dentro de un separador ciclónico.

- Condensación de vapores metálicos: Aplicable en metales que pueden hervir condensando el vapor en forma de polvo (magnesio, cadmio y zinc).

### Dosificación y mezcla
Generalmente, para obtener las características requeridas será necesario mezclar polvos de tamaños y composiciones diferentes. Igualmente se puede añadir aditivos que actúen como lubricantes durante el compactado o aglutinantes que incrementen la resistencia del polvo compactado.
Debido a la elevada relación área superficial/volumen esto quiere decir que cuanto más dividido esté el polvo, más área de exposición al medio ambiente posee este. La mayoría de los polvos metálicos tienden a reaccionar con el oxígeno del ambiente generando así una flama en la mayoría de los casos, además de otros como el magnesio que es explosivo, por lo que deberán manejarse con precaución, y para contenerlos (los polvos) se utilizan normalmente cuartos de ambientes controlados.

### Compactación en frío
El polvo suelto se comprime mediante prensas mecánicas o hidráulicas en una matriz, resultando una forma que se conoce como pieza en verde o compactado crudo. Las prensas más utilizadas son uniaxiales, en la que la presión se aplica al polvo en una sola dirección. Mediante compactación uniaxial pueden obtenerse piezas en verde con dimensiones y acabados precisos, obteniéndose una alta productividad en la industria mediante esta técnica. Un inconveniente de la compactación uniaxial es la baja relación longitud/diámetro que puede obtenerse en las piezas debido al gradiente de densidad que se produce entre el centro de la pieza y las zonas más próximas al punzón. Para obtener un compacto con mayor densidad se emplean prensas de doble émbolo. 
Variantes: Prensado isostático en frío (Cold Isostatic Pressing, CIP). Es un método de compactación que se realiza encerrando herméticamente el polvo en moldes elásticos típicamente de goma, látex o PVC, aplicándoles presión hidrostática mediante un fluido que puede ser agua o aceite. Las piezas en verde obtenidas por este sistema tienen propiedades uniformes e isótropas. Una de las principales ventajas de este método de compactación es la alta relación longitud/diámetro que puede obtenerse en las piezas con respecto a la compactación uniaxial. Es un método muy utilizado para la compactación de piezas cerámicas.

### Sinterizado
Consiste en el calentamiento en horno de mufla con atmósfera controlada a una temperatura en torno al 75 % de la de fusión. En general, los hornos son continuos con tres cámaras:
- En la cámara de purga se consume el aire y se volatilizan los lubricantes y aglutinantes al tiempo que se calienta lentamente el compactado.

- En la cámara de alta temperatura se produce la unión de las partículas de compactado por difusión en estado sólido.

- En la cámara de enfriamiento se hace descender la temperatura del producto ya sinterizado.

En todo el proceso, es fundamental mantener una atmósfera controlada para evitar la rápida oxidación de las pequeñas partículas metálicas al elevarse las temperaturas en presencia de oxígeno. Para ello, se emplean atmósferas reductoras basadas en hidrógeno, amoníaco disociado y nitrógeno.
Variantes: Prensado isostático en caliente (Hot Isostatic Pressing', HIP). La compactación y el sinterizado se realizan en una única etapa encerrando herméticamente el polvo en un recipiente flexible y exponiéndolo seguidamente a alta temperatura y presión. Los productos obtenidos por este sistema tienen propiedades uniformes e isótropas. Pueden obtenerse valores elevados de densidad en las piezas debido a la baja porosidad residual que queda en las piezas tras el proceso, con valores en muchos casos superiores al 99 % de la densidad teórica del material completamente denso (sin porosidad). 
Por otro lado, también es posible, cuando desee realizarse algún mecanizado, realizar un presinterizado del compactado de forma que pueda manipularse y mecanizarse sin dificultad. Tras el sinterizado definitivo, el mecanizado posterior puede minimizarse e incluso eliminarse.
Si el sinterizado se efectúa durante un tiempo prolongado puede eliminarse los poros y el material se hace más denso. La velocidad de sinterizado depende de la Temperatura, energía de activación, coeficiente de difusión, tamaño de las partículas originales.

### Operaciones de acabado
- Acuñado: Prensado posterior al sinterizado para reducir las tolerancias dimensionales de la pieza y obtener un mejor acabado superficial. Si la deformación plástica es masiva, se suele hablar de forja pulvimetalúrgica.

- Impregnación: Para penetrar en la red porosa del material, bien con aceite, caso de los cojinetes, o bien con metal fundido cuando no se desee que el material sea poroso.

- Otras convencionales son: Tratamientos térmicos y superficiales y mecanizado.

## Ventajas e inconvenientes
| Ventajas | Desventajas |
| --- | --- |
| No se desperdicia material. Precisión dimensional y buen acabado. Tiempo de fabricación corto y costos reducidos. Piezas imposibles por otros medios: porosidad controlada, mezcla de metales y no metales (cerámicos). | Elevado costo de las matrices de compactado. Características mecánicas inferiores debido a la porosidad del material. Limitaciones de diseño: sección uniforme en la dirección de compactado, esbeltez limitada, etc. |